# Aurava
Aurava (Aurava o Dogràva in friulano pronuncia Auràva o Dogràva) è una frazione del comune italiano di San Giorgio della Richinvelda, in Friuli-Venezia Giulia. Secondo i dati reperibili dal censimento ufficiale del comune di San Giorgio della Richinvelda e dal sito dell C.E.I., il paese conta 337 abitanti [1]. Nel 1811, nella suddivisione amministrativa napoleonica, rientra nel comune di San Giorgio della Richinvelda che nel 1866 entra a far parte del Regno d'Italia di Vittorio Emanuele II.

## Storia
Il paese compare per la prima volta in un documento del 1204 con l’espressione “in villa Aurave” appartenente all'antica Pieve di San Giorgio della Richinvelda. Negli anni successivi si trovano altri nomi come “Daurage”, “Davrana”, “Dorave”, “Dograve”. Ancora oggi è uso presso gli abitanti della Richinvelda e dei paesi limitrofi chiamare il paese nel friulano “Dogràva” accanto alla più comune espressione italiana Aurava. Il nome indica un’area sassosa tipica dei terreni adiacenti al letto di un torrente o di un fiume il cui letto è spesso asciutto in determinate parti dell’anno o in determinate condizioni atmosferiche. Zona di sassi e di arbusti, terra magra e petrosa, essa è la “grava” come nelle zone adiacenti il letto del fiume Tagliamento. Nel 1584 un altro documento attesta l’esistenza di una chiesa, il cui culto era dedicato a S. Lorenzo Martire, ed era collocata nel luogo dove oggi si trova il camposanto. Aurava divenne Curazia nel 1902 e parrocchia nel 1960 unita poi alla parrocchia di S. Urbano della frazione Pozzo [2].

## Monumenti e luoghi d’interesse
- Chiesa di San Lorenzo Martire. La chiesa parrocchiale è stata costruita in tredici anni, dal 1855 al 1868 dal muratore Giacomo Basso di Provesano su progetto di Girolamo D’Aronco. Il capomastro adoperò uno stile palladiano per la facciata, su richiamo delle opere dell’architetto veneto Francesco Lazzari. La facciata è composta da due lesene laterali, con due nicchie quadrate in alto e due riquadri ricurvi in basso. Al centro il portone con timpano e lunetta e sopra un frontone con occhio centrale. La chiesa è intitolata a S. Lorenzo Martire, diacono martirizzato a Roma in seguito alla persecuzione dell’imperatore Valeriano nell’anno 258 e celebrato il 10 agosto, forse bruciato su graticola messa sul fuoco. Gli affreschi esterni sono: la lunetta con la Sacra Famiglia con la Madonna con il manto azzurro e il Bambino con un vessillo che accoglie i devoti; nella nicchia superiore a destra si può osservare il mezzobusto dell’Apostolo Pietro con le chiavi; a sinistra l’Apostolo Paolo con la spada e il libro; nel riquadro inferiore a destra è raffigurato San Rocco con il cane, il bastone e la conchiglia che mostra le piaghe della peste. A sinistra è dipinto San Floriano vestito da soldato romano con un secchio in mano e le fiamme alle sue spalle. L’abside e il presbiterio sono rettangolari. L’altare maggiore è accompagnato ai lati da una nicchia della Beata Vergine della Salute sulla destra, e dalla pala della Carità di San Lorenzo sulla sinistra, dipinto di olio su tela di Umberto Martina (1860-1945) realizzato nel periodo tra il 1909 e il 1924. Il dipinto è di pregevolissima fattura ed è un esempio di pittura veneziana sacra. Il dipinto è stato sfregiato negli anni della seconda guerra mondiale e restaurato dall’incisore Virgilio Tramontin di San Vito al Tagliamento. Dietro l’altare centrale, invece, si trova un altro dipinto riferibile al santo: San Lorenzo e il suo martirio il cui autore è un certo Aloisio Krisan Crociato e l’opera porta la data del 19 luglio 1890.

- Piazza Alessandro Orologio. La piazza di Aurava è intitolata ad Alessandro Orologio (n. 1551 o 1555 – m. 1633) musicista di strumenti a fiato e a corda, compositore di canzonette e madrigali, membro della Compagnia degli strumentisti. Alessandro imparò l’arte della musica e il mestiere di costruttore e riparatore di orologi dal padre Pellegrino e dallo zio Jacopo. Nel 1573 divenne manutentore degli orologi della città di Udine, dopo la morte del padre che nel 1550 costruì l’orologio di piazza S. Giovanni (oggi piazza Libertà). Da quel momento in poi Alessandro di Aurava mutò il suo nome in “Alessandro degli orologi” e successivamente in Alessandro Orologio. Alessandro teneva concerti a Udine nelle cerimonie pubbliche. A partire dal 1580 comincio a girare per cinquant’anni in numerose corti europee (come in quella di Praga di Rodolfo d’Asburgo) fino alla sua morte avvenuta nel 1633. Il 25 aprile 2004, dopo il rifacimento del sagrato, su approvazione di un'assemblea popolare, l'amministrazione comunale di San Giorgio della Richinvelda intitolò a suo nome la piazza del paese.
- Villa Adelardis. Casa gentilizia risalente alla prima metà del Seicento, costruita da un nobile tale Francesco Adelardis o Alardis di Spilimbergo che vi dimorò a partire dal 1635. In un documento databile al 1806 si nota che questo edificio era originariamente composto a “U” con un ampio cortile centrale e con una serie di case adiacenti la strada. Villa Adelardis è composta da due piani con il sottotetto costituito da loculi con le finestrelle a forma ovale. Il portone di ingresso è affiancato da un lungo colonnato a cinque archi delimitanti la facciata rivolta a sud. In fondo al portico si nota un affresco della Madonna col Bambino e i Santi Antonio, Pietro e Francesco databile al 1691 e di autore ignoto. Nel 1850 la famiglia Adelardis si trasferì a Udine e la loro villa, nei decenni successivi, fu suddivisa in due parti. La parte di edificio al civico n. 18 è stata acquistata dalla popolazione negli anni venti del Novecento. Al piano terra fu stabilita la Latteria Sociale che durò fino al 1994 mentre al piano superiore fu sistemata un’aula scolastica che fu utilizzata fino al 1958.
- Monumento ai caduti di tutte le guerre (già chiesetta di San Marco). Un’unica aula con un ingresso ad arco con la scritta “Aurava ai suoi caduti” collocata in via XX settembre, all’interno del muro di Villa Adelardis. In origine era una chiesetta dedicata a San Marco, dal 1973 è diventata una cappella contenente la lapide con i nomi dei caduti di tutte le guerre.
- Il vecchio Mulino (oggi dismesso). il Mulino di Aurava, la cui esistenza è attestata da un documento della Curia del 1615 nel quale è indicato il proprietario il conte Pompeo Ricchieri, sorgeva sulla Roggia di Lestans detta anche Roggia dei mulini, oggi sulla via Viotta. L'edificio esisteva almeno sin dal 1592 ed era condotto da un certo Zuan molinaro di Aurava. Il conte Ricchieri aveva dato in affitto il mulino a Giacomo Filippato e ai suoi fratelli. Su questo molino gravava un contratto a favore del Pio Istituto Elemosiniero di S. Nicolò della Richinvelda. Nel 1635 fu affittato a Francesco Adelardis. A fine Settecento divenne proprietà della famiglia Volpatti per passare poi, nel 1875, a Gabriele Luigi Pecile. Il mulino cessò la sua attività nel 1950.

## Lingue e dialetti
Ad Aurava, accanto alla lingua italiana, la popolazione utilizza il friulano occidentale, una variante della lingua friulana. Nel territorio comunale di San Giorgio della Richinvelda vige la Legge regionale 18 dicembre 2007, n. 29 "Norme per la tutela, valorizzazione e promozione della lingua friulana".